# Lepidochrysops borealis
Lepidochrysops borealis är en fjärilsart som beskrevs av Van Someren 1957. Lepidochrysops borealis ingår i släktet Lepidochrysops och familjen juvelvingar. Inga underarter finns listade i Catalogue of Life.